# 崔隆宗
崔隆宗（？—？），清河郡东武城县（今河北省衡水市故城县）人，北魏官员。

## 生平
崔隆宗简朴直率与朋友关系友爱，守丧以孝顺闻名，历任冀州別驾，兰陵郡燕郡二郡太守、司空谘议参军、冀州中正、中军大将军府长史。崔隆宗待人仁爱诚信，发自机真挚诚恳的心意，所以被世人推崇。去世后，朝廷赠予前将军、齐州刺史，谥号孝。

## 其他
容城县县令徐路擅长占卜天候，他在魏宣武帝元恪时期因为犯罪被关在冀州监狱，冀州别驾崔隆宗到监狱中去慰问他，徐路说：“昨天夜晚驿马星流过，估计大赦的诏书马上就会到。”崔隆宗早先就相信徐路的话，就派人试着出城去等候，很快赦令就到了，当时的人都看重徐路。

## 门第
崔隆宗被释昙刚《山东士大夫类例》评定为甲姓中的第一甲门，次于崔㥄和崔亮。

## 家庭

### 子女
- 崔敬保，北魏员外散骑侍郎、冀州仪同府从事中郎，去世后，朝廷赠予冀州刺史
- 崔氏，嫁北魏征东大将军府行参军、明威将军别驾从事史、兼肥如县县令常袭[6][7]

### 孙子
- 崔子恒，征虏将军、鲁郡太守，早卒
- 崔子安，冠军将军、西兖州司马
- 崔子昇，开府参军